# Giulietta Rovera
Giulietta Rovera (Torino, ...) è una giornalista e scrittrice italiana.
Collaboratrice di quotidiani come Il Lavoro, l'Avanti!, Stampa Sera, Il Secolo XIX e di riviste, fra le quali "Politica internazionale e Ragionamenti".
Ha scritto sceneggiati televisivi riguardanti la vita dei grandi della musica leggera, le donne medievali, le coppie celebri del XX secolo e commedie di carattere poliziesco e di spionaggio.
Tra le sue pubblicazioni si ricordano Giornali, pubblica opinione, Medio Oriente, Come io mi voglio e Delitto d'onore.
Ha pubblicato inoltre l’inchiesta Per hobby e per passione: dai fanatici di Barbie ai ladri di manoscritti, dai cultori del sesso ai collezionisti di farfalle – Viaggio nelle manie e gli svaghi di tutto il mondo. E insieme con Anna Verna la biografia Gertrude Stein. Identità a genere. Temi di una scrittura magica. Premio Il paese delle Donne 2018 per la saggistica.